# РК Ланс
Расинг Клуб дьо Ланс (на френски Racing Club de Lens) е френски футболен отбор от град Ланс, Франция. 

## Успехи
- Лига 1
  - Шампион (1): 1998
  - Вицешампион (5): 1956, 1957, 1977, 2002, 2022/23
- Лига 2
  - Шампион (3): 1937, 1949, 1973
- Купа на Франция
  - Финалист (3): 1948, 1975, 1998
- Купа на Френска Лига
  - Победител (1): 1999
  - Финалист (1): 2008
- Coupe Gambardella
  - Победител (3): 1957, 1958, 1992
  - Финалист (4): 1979, 1983, 1993, 1995
- Купа Интертото
  - Победител (2): 2005, 2007

## Известни бивши футболисти
- Наско Сираков: 1992 - (11 мача - 3 гола)
- Ерик Кариер
- Оливие Дакур
- Дидие Сикс
- Тити Камара
- Папа Буба Диоп
- Ел-Хаджи Диуф
- Марк-Вивиен Фое
- Сейду Кейта
- Франсоа Омам-Бийк
- Уилсън Орума
- Джон Утака
- Владимир Шмицер
- Ригоберт Сонг
- Жозеф-Дезире Джоб

## Бивши треньори
- Роже Лемер
- Славолюб Муслин
- Ролан Корбис
- Ги Ру
- Жан-Пиер Папен